# Torymus hircinus
Torymus hircinus är en stekelart som beskrevs av William Harris Ashmead 1894. Torymus hircinus ingår i släktet Torymus och familjen gallglanssteklar. Inga underarter finns listade i Catalogue of Life.